# Rutledge (Tennessee)
Rutledge település az Amerikai Egyesült Államok Tennessee államában, Grainger megyében, melynek megyeszékhelye is. Lakosainak száma 1321 fő (2020. április 1.).

## Népesség
A település népességének változása:

| 2010 | 1 122 |
| 2020 | 1 321 |